# Orlando Bennett
Orlando Bennett (12 ottobre 1999) è un ostacolista giamaicano.

## Biografia
Bennett compete alle prime corse ad ostacoli nazionali nel 2016, dopo due vittorie consecutive ai Giochi CARIFTA, partecipa ai Mondiali juniores in Finlandia nel 2018, riportando una medaglia d'argento.
Nel 2019, Bennett ha esordito con la nazionale seniores partecipando alla semifinale dei Mondiali in Qatar.

## Palmarès
| Anno | Manifestazione          | Sede       | Evento   | Risultato  | Prestazione | Note |
| ---- | ----------------------- | ---------- | -------- | ---------- | ----------- | ---- |
| 2017 | Giochi CARIFTA U20      | Willemstad | 110 m hs | Oro        | 13"60       |      |
| 2018 | Giochi CARIFTA U20      | Nassau     | 110 m hs | Oro        | 13"35       |      |
| 2018 | Mondiali U20            | Tampere    | 110 m hs | Argento    | 13"33       |      |
| 2018 | Mondiali U20            | Tampere    | 4×100 m  | Batteria   | 39"68       |      |
| 2019 | Giochi panamericani     | Lima       | 110 m hs | Batteria   | dq          |      |
| 2019 | Mondiali                | Doha       | 110 m hs | Semifinale | 13"60       |      |
| 2022 | Mondiali                | Eugene     | 110 m hs | Semifinale | 13"67       |      |
| 2022 | Giochi del Commonwealth | Birmingham | 110 m hs | 5º         | 13"43       |      |
| 2022 | Campionati NACAC        | Freeport   | 110 m hs | Bronzo     | 13"18       |      |
| 2023 | Mondiali                | Budapest   | 110 m hs | Semifinale | 13"34       |      |
| 2024 | Giochi olimpici         | Parigi     | 110 m hs | 7°         | 13"34       |      |